# Hexafluoroplatinate de dioxygényle
L'hexafluoroplatinate de dioxygényle est un composé de formule O2PtF6. Il s'agit du premier composé connu du cation dioxygényle, O2+. Il peut être produit par réaction entre le dioxygène (O2) et l'hexafluorure de platine (PtF6). Le fait que PtF6 puisse oxyder O2, dont le premier potentiel d'ionisation est de 12,2 eV, conduisit Neil Bartlett à conjecturer que PtF6 puisse oxyder le xénon (premier potentiel d'ionisation de 12,13 eV), résultant sur la découverte de l'hexafluoroplatinate de xénon.

## Synthèse
L'hexafluoroplatine de dioxygényle peut être synthétisé à partir d'un mélange de dioxygène et de difluor gazeux sur une éponge de platine, à 450 °C.  Il peut aussi être produit par réaction entre le difluorure d'oxygène (OF2) et une éponge de platine. À 350 °C le tétrafluorure de platine est produit, l'hexafluoroplatinate de dioxygényle étant formé au-dessus de 400 °C :
T = 350 °C :     2 OF2   +   Pt   →   PtF4   +   O2 ;
T > 400 °C :     6 OF2   +   2 Pt   →   2 O2PtF6   +   O2.
Neil Bartlett a montré que l'hexafluoroplatinate de dioxygényle peut aussi être formé à température ambiante via la réaction du dioxygène avec l'hexafluorure de platine (PtF6) :
O2   +   PtF6   →   O2PtF6.

## Réactions
L'hexafluoroplatinate de dioxygényle est employé pour la synthèse d'autres composés du platine(V), tel l'hexafluoroplatinate de potassium par réaction avec le fluorure de potassium en solution dans le pentafluorure d'iode (IF5), avec l'heptafluorure d'iode comme coproduit :
2 O2PtF6   +   2 KF   +   IF5   →   2 KPtF6   +   2 O2    +   IF7.